# Klub usamljenih srdaca narednika Pedera
Klub usamljenih srdaca narednika Pedera drugi je studijski album vinkovačkog heavy metal sastava Septica. Album je objavljen 28. kolovoza 2013. godine, a objavila ga je diskografska kuća Croatia Records.

## Popis pjesama
| 1.    | »Janja«                                                   | 4:16 |
| 2.    | »Bodyguard«                                               | 4:00 |
| 3.    | »Žena mi je poručila da se udaje / Deda«                  | 5:01 |
| 4.    | »Nisam vratio oružje u MUP (neću ni vratit oružje u MUP)« | 4:22 |
| 5.    | »Eyp«                                                     | 3:28 |
| 6.    | »Motorkotači«                                             | 4:44 |
| 7.    | »Wash the Dishes«                                         | 0:09 |
| 8.    | »Biać«                                                    | 7:16 |
| 37:16 |                                                           |      |

## Zasluge
- Pornkusun Kamdrgupta Baba ali Deda - bubnjevi
- Jukka Kunilinguninen Kleme - gitara, prateći vokali, tekst
- Govnar Smrti - vokali, tekst, dizajn
- Bumushku Kushlu - vokali
- Herr Dutch Dortmund Jodl - bas-gitara

Dodatni glazbenici
- Branimir Jovanovac Bani - klavijature, prateći vokali (na pjesmi 3)
- Marko Šošić - prateći vokali, tenor vokal (na pjesmi 3)
- Dragomir Herendić Dragianni - solo gitara (na pjesmi 4)

Ostalo osoblje
- Brad Blackwood - mastering
- Branimir Jovanovac Bani - snimanje
- Dragomir Herendić Dragianni - snimanje
- Deyan Barić Dominionart - fotografija
- Hassan Abdelghani - fotografija
- Denis Mujadžić Denyken - miksanje